# Гришко, Кирилл Емельянович
Кирилл Емельянович Гришко (1909—1945) — Гвардии майор Рабоче-крестьянской Красной Армии, участник Великой Отечественной войны, Герой Советского Союза (1945).

## Биография
Кирилл Гришко родился в 1909 году в селе Водяное (ныне — Титово Бильмакского района Запорожской области) в крестьянской семье. Проживал в Ташкенте. В 1929 году Гришко был призван на службу в Рабоче-крестьянскую Красную Армию. В 1932 году он окончил Качинское военное авиационное училище лётчиков, в 1943 году — курсы усовершенствования офицерского состава. С июня 1943 года — на фронтах Великой Отечественной войны. Участвовал в Курской битве. 27 июля 1943 года при выполнении боевого задания был сбит, получил тяжёлые ранения и попал в плен, но вскоре сумел бежать и добраться до советских войск. В дальнейшем Гришко участвовал в боях на 1-м и 2-м Украинском фронтах. Принимал участие в Львовско-Сандомирской, Нижнесилезской, Верхнесилезской, Берлинской и Пражской операциях.
К маю 1945 года гвардии майор Кирилл Гришко командовал эскадрильей 143-го гвардейского штурмового авиаполка 8-й гвардейской штурмовой авиадивизии 1-го гвардейского штурмового авиакорпуса 2-й воздушной армии 1-го Украинского фронта. К тому времени он совершил 83 боевых вылетов на штурмовку скоплений вражеской боевой техники и живой силы, уничтожив 17 танков, 106 бронетранспортёров и автомашин, 10 артиллерийских батарей, 20 железнодорожных вагонов, 4 самолёта, создал 15 больших очагов пожаров, вывел из строя более 260 вражеских солдат и офицеров.
17 июня 1945 года Гришко погиб в автомобильной катастрофе в посёлке Петерсхайн. Похоронен на советском воинском кладбище в польском городе Болеславец.

## Награды
Указом Президиума Верховного Совета СССР от 27 июня 1945 года за «образцовое выполнение заданий командования и проявленные при этом мужество и героизм» гвардии майор Кирилл Гришко посмертно был удостоен высокого звания Героя Советского Союза. Также был награждён орденом Ленина, двумя орденами Красного Знамени, орденами Александра Невского, Отечественной войны 1-й степени, Красной Звезды, а также рядом медалей.

## Память
Бюст Гришко установлен в посёлке Бильмак Запорожской области.